# Санта-Крус-де-Бараона
Санта-Крус-де-Бараона (ісп. Santa Cruz de Barahona) — місто в Домініканській Республіці, столиця провінції Бараона.

## Географія
Санта-Крус-де-Бараона знаходиться на південному заході Домініканської Республіки і лежить на узбережжі Карибського моря.

### Клімат
Місто знаходиться у зоні, котра характеризується кліматом тропічних саван. Найтепліший місяць — липень із середньою температурою 28.9 °C (84 °F). Найхолодніший місяць — січень, із середньою температурою 25.6 °С (78 °F).
| Клімат Бараони          | Клімат Бараони | Клімат Бараони | Клімат Бараони | Клімат Бараони | Клімат Бараони | Клімат Бараони | Клімат Бараони | Клімат Бараони | Клімат Бараони | Клімат Бараони | Клімат Бараони | Клімат Бараони | Клімат Бараони |
| Показник                | Січ.           | Лют.           | Бер.           | Квіт.          | Трав.          | Черв.          | Лип.           | Серп.          | Вер.           | Жовт.          | Лист.          | Груд.          | Рік            |
| Абсолютний максимум, °C | 35             | 32             | 33             | 34             | 39             | 38             | 33             | 38             | 37             | 38             | 38             | 31             | 39             |
| Середній максимум, °C   | 27             | 27             | 28             | 28             | 28             | 29             | 30             | 30             | 30             | 29             | 29             | 28             | 29             |
| Середня температура, °C | 25             | 25             | 26             | 26             | 27             | 28             | 28             | 28             | 28             | 27             | 27             | 26             | 27             |
| Середній мінімум, °C    | 22             | 22             | 23             | 25             | 25             | 26             | 26             | 26             | 25             | 25             | 24             | 22             | 25             |
| Абсолютний мінімум, °C  | 13             | 17             | 18             | 15             | 19             | 21             | 18             | 16             | 16             | 17             | 18             | 15             | 13             |
| Норма опадів, мм        | 30             | 30             | 30             | 60             | 180            | 180            | 40             | 70             | 130            | 210            | 80             | 20             | 1230           |
| ----------------------- | -------------- | -------------- | -------------- | -------------- | -------------- | -------------- | -------------- | -------------- | -------------- | -------------- | -------------- | -------------- | -------------- |
| Джерело: Weatherbase    |                |                |                |                |                |                |                |                |                |                |                |                |                |

## Історія
Місто було засноване як рибальське поселення в XVIII столітті. Після захоплення міста загонами Туссена Лувертюра Санта-Крус-де-Бараона в 1802 році включається в департамент Осама і потрапляє під французьке управління. Міський статус отримала у 1858 році. Головним містом провінції Бараона воно стало в 1881 році.

## Економіка
Основними статтями міських доходів є вирощування в околицях Санта-Крус-де-Бараони плантаційним способом цукрової тростини і її переробка. Санта-Крус-де-Бараона - один з центрів екотуризму і рибальства. Поблизу Бараони також розвинене вирощування кави, в місті існують текстильні виробництва.

## Персоналії
Бараона є батьківщиною відомої домініканської співачки і акторки Касандри Дамірон (1919-1983) і знаменитої американської та французької акторки Марії Монтес ( 1912-1951).